# Kobresia pusilla
Kobresia pusilla là loài thực vật có hoa trong họ Cói. Loài này được N.A.Ivanova mô tả khoa học đầu tiên năm 1939.